# نهر دولي
النهر الدولي (بالفرنسية: fleuve  internationale) هو النهر الذي يقع مع روافده وفروعه في منطقة تخضع لسلطة دولتين أو أكثر، مثل نهر دجلة والفرات في كل من تركيا وسوريا والعراق، والنيل في كل من أثيوبيا ، و جنوب السودان والسودان ومصر، أو هو الذي يشكل حدودا بين دولتين أو أكثر مثل نهر السنغال.

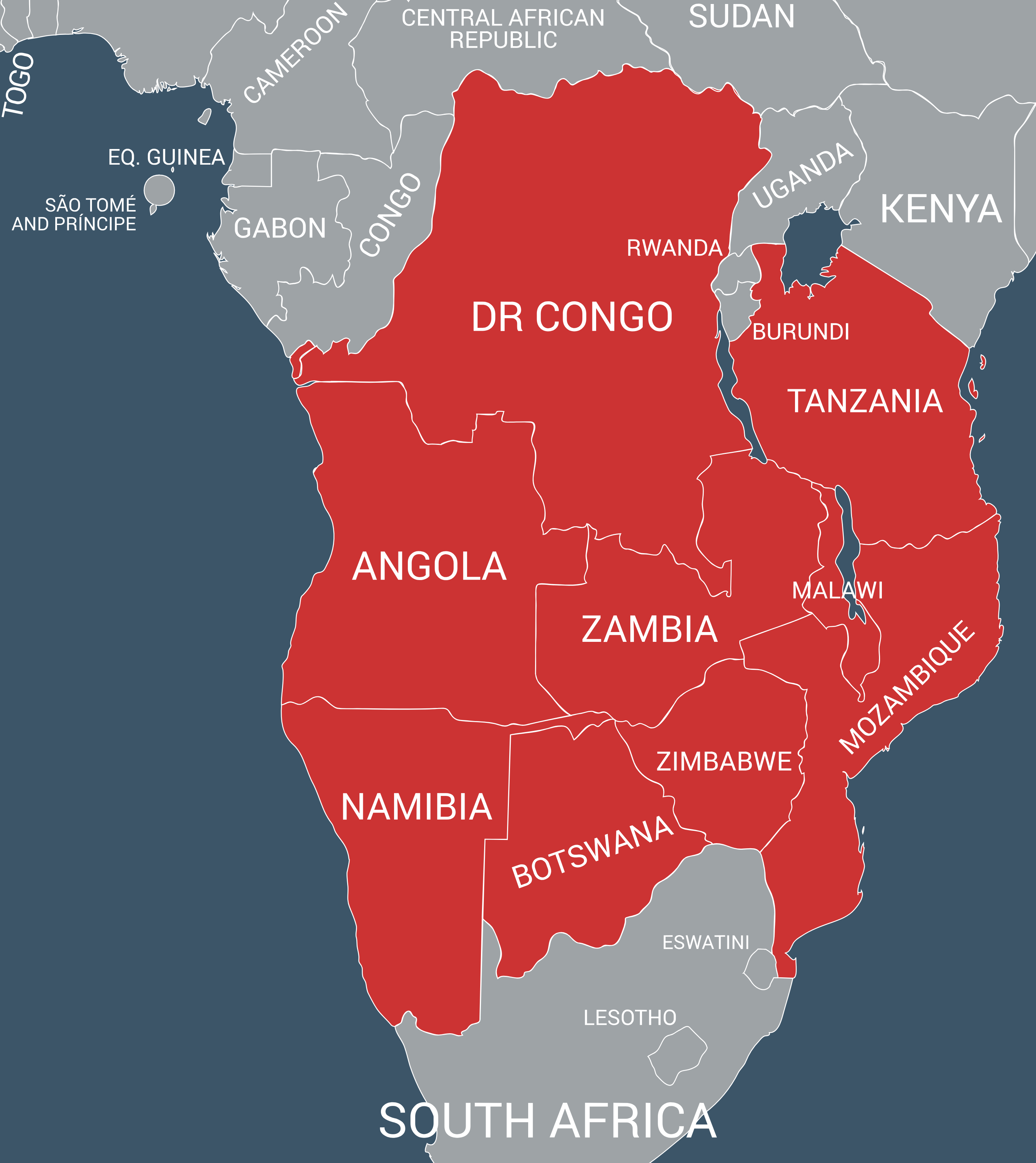
خريطة تضم دول الحوض لنهر زمبيزي وهو أحد الأنهار الدولية.

## أهم الأنهار الدولية

### نهر النيل
يعتبر نهر النيل من أطوال الأنهار في العالم إذ يبلغ طوله الإجمالي حوالي النهر 6650 كم (4132 ميل). يغطي حوض النيل مساحة 3.4 مليون كم²، وينبع نهر النيل من البحيرات العظمى وسط أفريقيا يخترق النهر إحدى عشرة دولة إفريقيا ويصل إلى مصر حيث المصب في البحر المتوسط.

### نهر دانوب
يحتل الدانوب المرتبة الثانية كأطول نهر في أوروبا بعد نهر الفولغا. في مسيره من الغرب إلى الشرق يجتاز الدانوب عشرة بلدان (ألمانيا، النمسا، سلوفاكيا، هنغاريا، كرواتيا، صربيا، رومانيا، مولدافيا، بلغاريا، أوكرانيا) – حيث لا يضاهيه في ذلك أي نهر آخر في العالم. ولكونه يشكل شريان الحياة في أوروبا فإن نهر الدانوب يوحد طائفة متنوعة من الجنسيات، والأديان، والثقافات في كل واحد متجانس. هذا، وإن المناظر الطبيعية الغنية بتنوعها، والشاعرية أحياناً، بل والتي تقارب الصوفية التي تنتشر على ضفافه تكتنفها الأسطورة ويسودها الخيال.

### نهر دجلة والفرات
ينبع نهر دجلة من بحيرة هزار الموجودة في جبال طوروس، والتي تقع في الشرق من تركيا، ويُقدَّر أقصى طول للبحيرة بحوالي 14 ميلاً (≈ 22.5 كم)، بينما يصل أكبر عرض لها حوالي 3.7 ميلاً (≈ 5.95 كم)، كما تبعُد البحيرة حوالي 16 ميلاً (≈ 25.7 كم) إلى الجهة الجنوبية الشرقية من مدينة إيلازيج، وحوالي 50 ميلاً (≈ 80.4 كم) عن منشأ نهر الفرات، بالإضافة إلى ذلك فإن النهر يجري حوالي 249 ميلاً (≈ 400.7 كم) خلال تركيا، ثم يمر خلال الحدود التركية السورية بطول يصل إلى حوالي 27 ميلاً (≈ 43.45 كم)، ويتفرع بعدها إلى عدة مسارات إلى أن يتَّحد مع نهر الفرات ويكوِّنا شط العرب الموجود على مقربة من مدينة القرنة العراقية، ويُذكر بأن حوض النهر يغطي مساحة تُقدَّر بحوالي 144,788 ميلاً مربعاً (≈ 374999.47 كم²)، في حين يبلغ طول النهر حوالي 1150 ميلاً (≈ 1850.7 كم).
ينبع نهر الفرات من بين البحر الأسود وبحيرة فان في المرتفعات التركية الشرقية، ويتشكَّل من رافدين أساسيين هما مراد (Murat) وكرا سو (Karasu)، ويدخل النهر إلى المناطق السورية في كاركاميس، وفي سوريا يتَّحد الفرات مع نهري البليخ والخابور، ثم يجري النهر خلال المرتفعات السورية بالاتجاه الجنوبي الشرقي حتى يدخل الأراضي العراقية على مقربة من منطقة القصيبة، ويُذكر بأن طول النهر يبلغ حوالي 3000 كم، حيث يصل طوله في تركيا إلى حوالي 1230 كم، في حين يصل طوله في سوريا إلى حوالي 710 كم، بينما يبلغ طوله في العراق حوالي 1060 كم.

### نهر السنغال
يقع نهر السنغال في جمهورية السنغال في غرب قارة أفريقيا. ويُشكّل الحدود بين دولتي السنغال وموريتانيا، وهو نهر طويل جدًا يُقدر طوله حوالي 1,086 كيلومترٍ، وينبع نهر السنغال من النهرين الموجودين في دولة غينيا عند الحدود بينها وبين دولة مالي وهما نهر الباكوي ونهر البافنغ، ويمر نهر السنغال غربًا ثم شمالًا من خلال مضيق تالاري الموجود بالقرب من شلالات جوينا، ثم يمر عبر كاياس حتى كولومبيا، ويبدأ بالتدفق مع نهر كاراكورو على طول الحدود بين مالي وموريتانيا لحوالي عشرات من الكيلومترات حتى يصل إلى باكيل ويبدأ بالتدفق مع نهر فاليم الصادر من غينيا، ويمر نهر السنغال من خلال الأراضي شبه القاحلة الموجودة في شمال السنغال، ويعمل على تشكيل الحدود بين السنغال وموريتانيا حتى يصب في النهاية في المحيط الأطلسي.

### نهر الأمازون
يعد نهر الأمازون ثاني أطول نهر في العالم وأحد أهم الممرات المائية على كوكب الأرض. ويحتوي على مياه عذبة من حيث الحجم أكثر من أي نهر آخر.
ومع ذلك، على الرغم من صفاته العديدة والمتنوعة، هناك شيء لا يمكن العثور عليه في نهر الأمازون: الجسور.
وبالنظر إلى تدفق الأمازون عبر ثلاث دول (بيرو، وكولومبيا، والبرازيل) ويعيش أكثر من 30 مليون شخص في حوض النهر، وفقا للصندوق العالمي للحياة البرية، يبدو من غير المحتمل إلى حد ما عدم وجود جسور تمتد على النهر.